# منشأة هبوط المكوك
منشأة هبوط المكوك (بالإنجليزية: Shuttle landing facility SLF)‏، يُختصر إلى إس إل إف (رمز إياتا: QQS، رمز إيكاو: KTTS، معرف الموقع الخاص بإدارة الطيران الفيدرالية: TTS)، وهو مطار موجود بجزيرة ميريت في مقاطعة بريفارد بولاية فلوريدا الأمريكية. يعتبر هذا المطار جزءًا من مركز كينيدي للفضاء، واستُخدم في برنامج المكوك الفضائي التابع لوكالة ناسا ليكون مطار الهبوط حتى نهاية البرنامج في عام 2011. استُخدم هذا المطار أيضًا في عدد من عمليات الإقلاع والهبوط لطائرات التدريب النفاثة التابعة لوكالة ناسا مثل الطائرة الحاملة للمكوك وبعض الطائرات المدنية.
حصلت وكالة سبيس فلوريدا على حق إدارة وتشغيل المنشأة بدءًا منذ عام 2015 بموجب استئجارها لمدة 30 عامًا من وكالة ناسا. كانت بعض الشركات الخاصة تستخدم هذا المطار بفضل خصائصه الفريدة منذ عام 2011، وسيستمر هذا من خلال وكالة سبيس فلوريدا.

## المنشآت

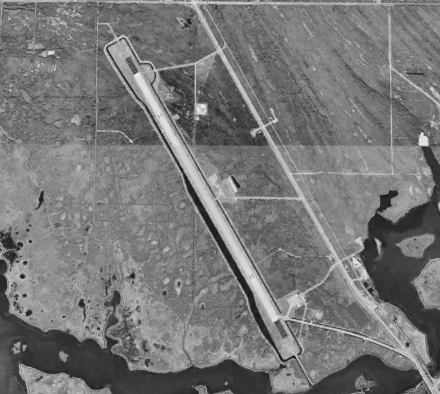
مدرج هبوط المكوك شوتل في عام 1999.

تغطي منشأة هبوط المكوك مساحة 500 فدان، وبها مدرج هبوط وحيد يحمل الرقم 15/33. وهو أحد أطول مدرجات الهبوط في العالم، بطول يصل إلى 4572 مترًا وعرض 91.4 متر. وبالرغم من طوله، صرح رائد الفضاء جاك روبرت لازما أنه كان يفضل أن يكون المدرج «بنصف هذا العرض وبضعف هذا الطول». وعلاوةً على ذلك، يوجد بالمنشأة أرضية تجاوز مرصوفة بطول 305 متر عند نهايتي المدرج. يوجد جهاز تثبيت وإزالة المكوك (إم دي دي) بالقرب من مدرج الهبوط، وهو الجهاز المستخدم لرفع المكوك عند نقله على متن الطائرة الحاملة للمكوك.
أُعطي المدرج الرقمين 15/33 طبقًا للاتجاه المستخدم. يتكون سطح المدرج من مسطح خرساني شديد الاحتكاك مُصمم ليزيد من قوى الكبح الخاصة بالمكوك الفضائي عند هبوطه بسرعات عالية، ويصل سُمك الرصف عند منتصف المدرج إلى 40.6 سنتيمتر. صُمم المدرج على التصميم الرصفي المُحزز للصرف ولزيادة معامل الاحتكاك. نتج عن أول تصميم محزز للمدرج قوى احتكاك كبيرة جدًا على الإطارات المطاطية لعجلات المكوك، ما سبب بعض التلفيات أثناء عمليات هبوط عديدة للمكوك.
اشتُهر مدرج الهبوط بالاسم المستعار المحلي «منشأة تسمر التماسيح»؛ بسبب تشمس بعض من التماسيح التي تعيش عند مركز كينيدي للفضاء، والتي يبلغ عددها 4000 تمساح، على مدرج الهبوط تحت ضوء الشمس.
أدارت شركة المقاولات إي جي آند جي منشأة الهبوط، ووفرت خدمة المراقبة الجوية للمطار، بالإضافة إلى التعامل مع الأخطار المحتملة التي يمكن أن تواجه الطائرات الهابطة عليه، مثل الطيور. حافظ فريق الطيور على المنشأة خاليةً من الطيور المحلية والمهاجرة خلال عمليات هبوط المكوك باستخدام التقانات النارية، وطلقات فارغة تُطلق من بنادق الشوزن، ومجموعة من مدافع البروبان التي يبلغ عددها 25 مدفعًا موجودة حول المنشأة.